# 27520 Rounds
27520 Rounds è un asteroide della fascia principale. Scoperto nel 2000, presenta un'orbita caratterizzata da un semiasse maggiore pari a 3,0666880 au e da un'eccentricità di 0,1254930, inclinata di 3,54526° rispetto all'eclittica.
L'asteroide è dedicato alla statunitense Hannah Rounds, amministratrice all'osservatorio Lowell.